# Biennale de Montréal
La Biennale de Montréal (BNLMTL) est un évènement artistique multidisciplinaire ayant comme objectif de confronter les pratiques artistiques québécoises et canadiennes à celles d’artistes étrangers autour de notions et de questions communes correspondant à l’actualité de l’art. Le thème de l'année 2014 est L'avenir (looking forward) et se déroule du 21 octobre 2014 au 4 janvier 2015. 

## Description
Créée en 1998 par Claude Gosselin et administrée par le Centre international d’art contemporain de Montréal (CIAC), la BNLMTL mise sur un décloisonnement des pratiques artistiques en réunissant des artistes provenant des arts visuels, de l'architecture du paysage, du design graphique ou d'objet, de la vidéo et du cinéma. 
De plus, elle est un lieu d'échanges et de débats comprenant des colloques et des conférences ainsi qu’un large programme d’activités éducatives.
La BNLMTL utilise différents lieux pour la présentation des œuvres. Certains sont déjà liés à l’art (galeries, musées) alors que d’autres (parcs, entrepôts, lieux en friche) offrent de nouveaux rapports entre l’œuvre et le public.  Celui-ci est d’ailleurs invité, par le biais de parcours guidés, à découvrir l'art dans la ville.
La mission de La Biennale de Montréal est de stimuler, soutenir, interpréter et diffuser les pratiques d’arts visuels les plus actuelles par la production de l’évènement bisannuel BNLMTL. Ce faisant, La Biennale de Montréal offre à un large public une occasion privilégiée de s’approprier les enjeux esthétiques et sociaux de l’art actuel. La Biennale de Montréal dote également les artistes, les commissaires, les théoriciens, les critiques d’art et les chercheurs de diverses disciplines du Québec et du Canada d’une plateforme internationale qui leur permet de se rencontrer, de se confronter aux pratiques de pointe, d’en débattre et de s’inscrire dans divers réseaux internationaux.
Dans toutes ses actions, La Biennale de Montréal mise sur le risque et l’expérimentation. Elle se donne pour mandat de soutenir des propositions artistiques audacieuses, de réaliser des projets de commissariat percutants et de susciter la réflexion en offrant au public des expériences contrastées.

## Sources
- Biennale de Montréal
- Centre International d'Art Contemporain de Montréal (CIAC)